# Калн (Пенсилванија)
Калн (енгл. Caln) насељено је место без административног статуса у америчкој савезној држави Пенсилванија.

## Демографија
По попису из 2010. године број становника је 1.519.
| Група             | 2000.    | 2010.       |
| Белци             | 0 (0,0%) | 915 (60,2%) |
| Афроамериканци    | 0 (0,0%) | 405 (26,7%) |
| Азијати           | 0 (0,0%) | 20 (1,3%)   |
| Хиспаноамериканци | 0 (0,0%) | 162 (10,7%) |
| Укупно            | 0        | 1.519       |